# Oleksii Danilov
Oleksii Meaceslavovîci Danilov (în ucraineană Олексій Мячеславович Данілов; n. 7 septembrie 1962, Krasnîi Luci, RSS Ucraineană, URSS) este un politician ucrainean. A fost primar al orașului Luhansk (1994-1997), guvernator al regiunii Luhansk (2005) și secretar al Consiliului de Securitate și Apărare Națională al Ucrainei⁠(d) (3 octombrie 2019 – 26 martie 2024).

## Tinerețe și studii
Danilov a absolvit în 1981 Școala Tehnico-Agricolă din Starobilsk, specialitatea medicină veterinară. În 1981 a început să lucreze ca medic veterinar la o fermă din Voroșilovgrad (în prezent Luhansk). Din 1983 până în 1987, a lucrat ca medic veterinar în mini-grădina zoo a parcului „1 mai” din același oraș. Ulterior a înființat o cooperativă, pe care a condus-o până în 1990. Din 1991 până în 1994 a făcut antreprenoriat.
În 1999, Danilov a absolvit Universitatea din Luhansk⁠(d), licențiat ca profesor de istorie. În 2000, a obținut master în management la Universitatea de Stat a Ucrainei de Est „Vladimir Dal”⁠(d). În 2000, a primit și o diplomă în drept la Universitatea de Stat de Afaceri Interne din Luhansk⁠(d).

## Carieră politică
Danilov a fost primarul orașului Luhansk din 1994 până în 1997. A fost ales când avea 31 de ani, astfel a fost cel mai tânăr primar al Luhanskului.
La alegerile parlamentare ucrainene din 1998⁠(d), Danilov a candidat independent în circumscripția electorală nr. 103, fără succes.
La începutul anilor 2000, Danilov era membru al partidului Iabluko (redenumit între timp în Partidul Democraților Liberi⁠(d)). La alegerile parlamentare din Ucraina din 2002⁠(d) a candidat pe listele electorale ale acestui partid, din nou fără succes.
În 2000, Danilov a fost consilier al Comisiei parlamentare pentru politică industrială și antreprenoriat. În octombrie 2001, el a fondat „Inițiativa Luhansk” și a fost președintele acesteia până în februarie 2005. În același timp, a fost director adjunct al Institutului pentru Integrare și Dezvoltare Europeană.
A fost guvernator al regiunii Luhansk⁠(d) în 2005.
Danilov a devenit deputat în Rada Supremă în urma alegerilor din 2006, pe listele Blocului Iulia Timoșenko⁠(d). La alegerile parlamentare din 2007, Danilov a candidat reprezentând din nou Partidul Democraților Liberi, dar nu a mai fost ales. După părăsirea funcției de deputat, a revenit la funcția anterioară de director adjunct al Institutului pentru Integrare și Dezvoltare Europeană.
Danilov a acumulat capital mediatic la nivel național datorită aparițiilor la emisiuni de prime-time, în care condamna oligarhia, privatizările ilegale, „coloana a cincea” a Rusiei în Ucraina și voturi „trădătorilor” din Parlament.

### Invazia Rusiei în Ucraina
A fost secretar adjunct al Consiliului de Securitate și Apărare Națională al Ucrainei⁠(d) în perioada 23 iulie – 3 octombrie 2019. De la 3 octombrie, a fost secretar al aceluiași consiliu. La 26 martie 2024, președintele Zelenskîi l-a înlocuit în această funcție cu fostul șef al serviciilor secrete, Oleksandr Lîtvînenko⁠(d). În timpul activității de secretar al CSANU, a condus și Consiliul de experți privind securitatea energetică.

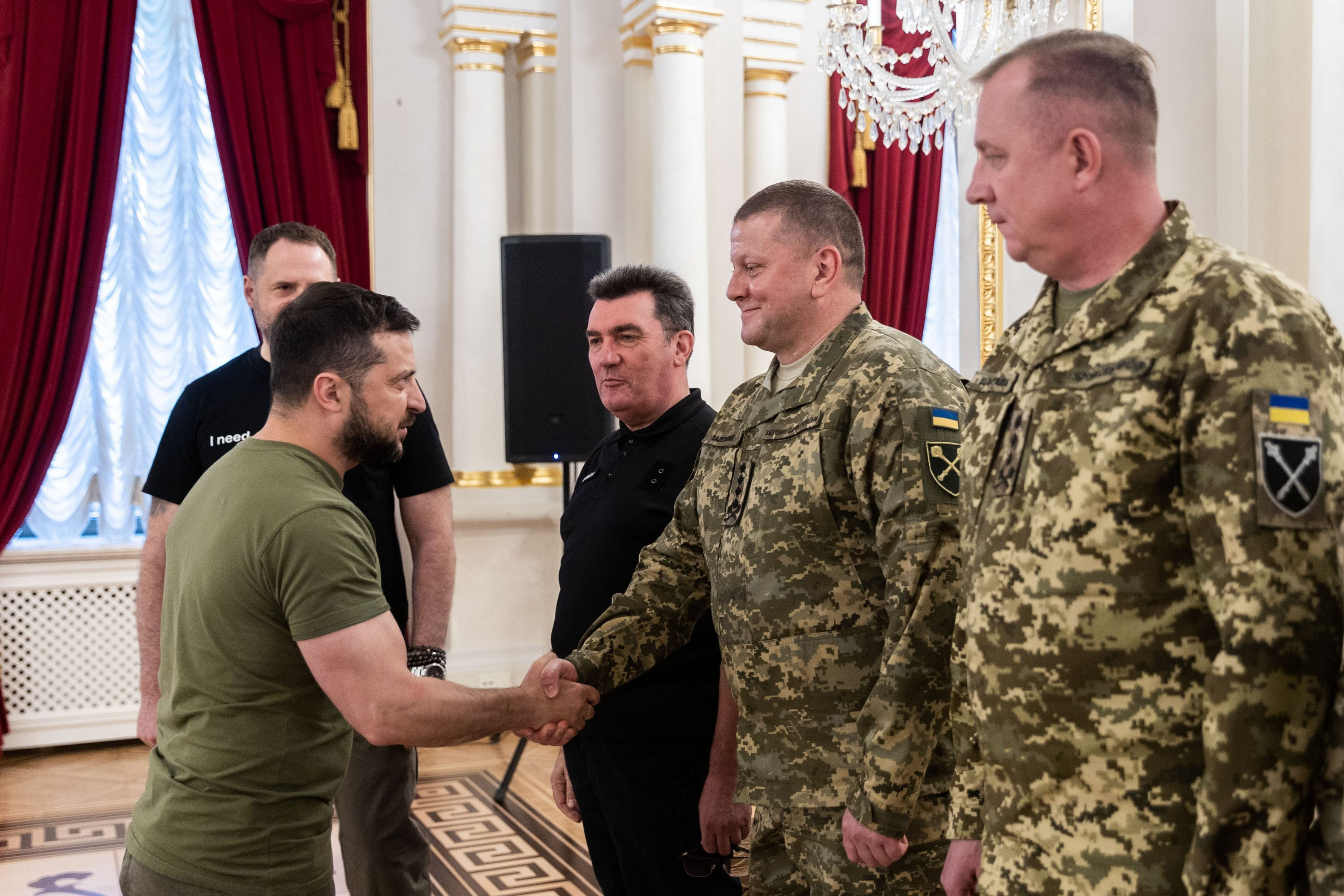
Oleksii Danilov cu președintele ucrainean Volodîmîr Zelenskîi și comandantul-șef al forțelor armate ale Ucrainei Valerii Zalujnîi, 7 septembrie 2022

La 24 ianuarie 2022, Danilov declara că manevrele trupelor ruse în apropierea graniței cu Ucraina „nu sunt o noutate” și că nu vede „niciun motiv de a crede că va exista o ofensivă la scară largă asupra Ucrainei”. În timpul invaziei ruse a Ucrainei, Danilov i-a îndemnat pe bărbații eligibili pentru mobilizare „să nu se ascundă sub fusta femeii”.
La 6 aprilie 2023, Danilov a comentat că un acord de pace între Rusia și Ucraina⁠(d), care ar îngheța conflictul și ar lăsa teritoriile anexate ale Ucrainei, inclusiv Crimeea, în posesia Rusiei, ar însemna o sinucidere politică⁠(d) a președintelui Zelenskîi.
La 15 martie 2024, Danilov a fost intervievat de Francis Dearnley de la The Daily Telegraph.
La 29 martie 2024, Oleksii Danilov a fost anunțat drept următorul ambasador al Ucrainei în Republica Moldova. Cu toate acestea, peste aproape un an, la 7 februarie 2025, Zelenskîi l-a desemnat ambasador pe diplomatul Paun Rohovei.

## Viziuni politice
În octombrie 2021, Danilov a declarat că, în opinia sa, ar fi mai bine ca Ucraina să fie o republică prezidențială decât una semiprezidențială, argumentând că „ar fi posibil să se facă un mare pas înainte” cu o „persoană responsabilă, care înțelege ce urmărește”.

## Viață personală
Danilov este căsătorit cu Liudmîla Volodîmîrivna Danilova. Cuplul are patru copii și șapte nepoți. Nepoata Mariia (cunoscută ca Mașa Danilova) este o cântăreață.